# Championnats d'Afrique de sambo 2022
Navigation
2021 2023
Les Championnats d'Afrique de sambo 2022 sont la 16e édition des Championnats d'Afrique de sambo. Ils se déroulent du 16 au 18 juillet 2022  au Palais polyvalent des sports de Yaoundé, au Cameroun. 

## Résultats
Les résultats sont les suivants,, : 

### Sambo hommes
| Épreuves | Or                                  | Argent                              | Bronze                             |
| -------- | ----------------------------------- | ----------------------------------- | ---------------------------------- |
| 58 kg    | Yasser Bouhessoune (MAR)            | Non attribuée                       | Krishma Betoubana (CAF)            |
| 58 kg    | Yasser Bouhessoune (MAR)            | Non attribuée                       | Junior Hounzonlin (CGO)            |
| 64 kg    | Franck Benoit Meyong Ondoa (CMR)    | Mohamed Camara (CIV)                | Christopher Koyaya (CAF)           |
| 64 kg    | Franck Benoit Meyong Ondoa (CMR)    | Mohamed Camara (CIV)                | Mouktar Moustapha Sayed (DJI)      |
| 71 kg    | Yassine Omari (MAR)                 | Youssouf Diallo (MLI)               | Roger Ndongo (CMR)                 |
| 71 kg    | Yassine Omari (MAR)                 | Youssouf Diallo (MLI)               | Abdelrahman Elamir Eldamrany (EGY) |
| 79 kg    | Franck Junior Molakye (CMR)         | Kodjo Akanaboe Noviekou (TOG)       | Arnaud Naillo-Bessimbay (CAF)      |
| 79 kg    | Franck Junior Molakye (CMR)         | Kodjo Akanaboe Noviekou (TOG)       | Ahmed Darwish (EGY)                |
| 88 kg    | Abderaouf Bourreghida (ALG)         | Aboubacar Sadou (NIG)               | Ndjima Raoul (CMR)                 |
| 88 kg    | Abderaouf Bourreghida (ALG)         | Aboubacar Sadou (NIG)               | Mohamed Elbadawy (EGY)             |
| 98 kg    | Vanlier Ndam Gérard Michel (CMR)    | Adamou Moumouni Mahamadou (NIG)     | Mohamed Gabr (EGY)                 |
| +98 kg   | Julien Claude Tombou Mouafouo (CMR) | Abdoul Rachid Adamou Moumouni (NIG) | Brahim Mouhyi (MAR)                |

### Sambo de combat hommes
| Épreuves | Or                           | Argent                             | Bronze                              |
| -------- | ---------------------------- | ---------------------------------- | ----------------------------------- |
| 58 kg    | Célestin Mbida Zanga (CMR)   | Pema Milicien Toupou (GUI)         | Saint Cyr Kogbatagnawa (CAF)        |
| 64 kg    | Youssef Faout (MAR)          | Stephane Eloge Nguidjoi (CMR)      | Saifeldin Elgarwa (EGY)             |
| 64 kg    | Youssef Faout (MAR)          | Stephane Eloge Nguidjoi (CMR)      | Moussa Keita (GUI)                  |
| 71 kg    | William Célestin Fokam (CMR) | Dibrine Garba Ngambongo (CAF)      | Emanuel Pedro Dos Anjos Lucas (ANG) |
| 79 kg    | Badreddine Diani (MAR)       | François Roger Okoua (CMR)         | Radich Loubaki (CGO)                |
| 88 kg    | Mustapha Mouknaj (MAR)       | Veron Mathieu Ayissi Bessala (CMR) | Mahmoud Issam (EGY)                 |
| 88 kg    | Mustapha Mouknaj (MAR)       | Veron Mathieu Ayissi Bessala (CMR) | Bilal Benchikh (ALG)                |
| 98 kg    | Seidou Njimouluh (CMR)       | Khaled Abdalftah (EGY)             | Non attribuée                       |
| +98 kg   | Khaled Zaki (EGY)            | Halidou Mainassara Adamou (NIG)    | Alpha Thierry Milla Ndjoh (CMR)     |

### Sambo femmes
| Épreuves | Or                                   | Argent                        | Bronze                           |
| -------- | ------------------------------------ | ----------------------------- | -------------------------------- |
| 59 kg    | Joseph Emilienne Essombe Tiako (CMR) | Rahima Saad Hassan (DJI)      | Non attribuée                    |
| 65 kg    | Sanaa Mandar (MAR)                   | Amina Douniazed Rezoug (ALG)  | Lucie Florine Lepawa Fokou (CMR) |
| 65 kg    | Sanaa Mandar (MAR)                   | Amina Douniazed Rezoug (ALG)  | Maream Elkhateeb (EGY)           |
| 72 kg    | Samah Is Abdellatef (EGY)            | Phalone Viviane Nindjeu (CMR) | Non attribuée                    |

### Sambo de plage hommes
| Épreuves | Or                                   | Argent                   | Bronze                              |
| -------- | ------------------------------------ | ------------------------ | ----------------------------------- |
| 58 kg    | Gabriel Pascal Kamajou Tankoua (CMR) | Yasser Bouhessoune (MAR) | Krishma Betoubana (CAF)             |
| 71 kg    | Abdelrahman Elamir Eldamrany (EGY)   | Roger Ndongo (CMR)       | Remeo Moumoulimassai (CAF)          |
| 71 kg    | Abdelrahman Elamir Eldamrany (EGY)   | Roger Ndongo (CMR)       | Youssouf Diallo (MLI)               |
| 88 kg    | Ndjima Raoul (CMR)                   | Mohamed Elbadawy (EGY)   | Emanuel Pedro Dos Anjos Lucas (ANG) |
| 88 kg    | Ndjima Raoul (CMR)                   | Mohamed Elbadawy (EGY)   | Kodjo Akanaboe Noviekou (TOG)       |
| +88 kg   | Gérard Michel Vanlier Ndam (CMR)     | Khaled Zaki (EGY)        | Abdoul Rachid Adamou Moumouni (NIG) |
| +88 kg   | Gérard Michel Vanlier Ndam (CMR)     | Khaled Zaki (EGY)        | Brahim Mouhyi (MAR)                 |

### Sambo de plage femmes
| Épreuves | Or                        | Argent                 | Bronze                        |
| -------- | ------------------------- | ---------------------- | ----------------------------- |
| 59 kg    | Rahima Saad Hassan (DJI)  | Non attribuée          | Non attribuée                 |
| 72 kg    | Maream Elkhateeb (EGY)    | Fatoumata Guindo (BUR) | Noëllie Koné (CMR)            |
| 72 kg    | Maream Elkhateeb (EGY)    | Fatoumata Guindo (BUR) | Phalone Viviane Nindjeu (CMR) |
| +72 kg   | Samah Is Abdellatef (EGY) | Non attribuée          | Non attribuée                 |